# Milina Morháčová
Milina Morháčová (21. června 1899, Mošovce – 4. ledna 1995, Stupava) byla slovenská evangelická diakonka a překladatelka.
Roku 1936 vstoupila do Spolku slovenské evangelické diakonie (SSED). Po vysvěcení v roce 1941 působila v Prešově, následně v Lubině. V roce 1946 se stala poslední vedoucí sestrou mateřského domu německé diakonie v Bratislavě a po zrušení německé diakonie se stala poslední vedoucí sestrou mateřského domova diakonek v Liptovském Mikuláši. Po likvidaci evangelické diakonie v polovině 50. let 20. století komunistickým režimem odešla do Bratislavy.
Překládala z němčiny náboženskou literaturu.